# San Carlo (Chiusa Sclafani)
San Carlo (San Carru in siciliano) è una borgata rurale di 107 abitanti, a 239 m s.l.m. in prossimità del fiume Sosio, costituente l'unica frazione del comune di Chiusa Sclafani da cui dista 6,06 km, nella città metropolitana di Palermo.

## Storia
Il Borgo San Carlo è stato fondato dal cavaliere genovese Ido Lercari con licentia populandi del 15 luglio 1628.
Alla fine del 1800 la frazione fu un rilevante nodo ferroviario  dove la "Linea Palermo – Corleone – San Carlo" confluiva nella Castelvetrano – Burgio. L'abolizione della ferrovia nel 1958 e l'emigrazione nel nord Italia e all'estero (Germania, Svizzera e Americhe) hanno determinato una notevole diminuzione della popolazione, riducendola in poche centinaia di abitanti.

## Monumenti e luoghi d'interesse
L'impianto urbano, a griglia regolare, con una larga piazza centrale dove troviamo la Chiesa parrocchiale di San Carlo Borromeo costruita nel XVII sec, la torretta dell'orologio, resti degli edifici feudali come il magazzino, la pannettaria, il fondaco, trappeti olei e sullo sfondo l'edificio scolastico. All'esterno del centro abitato, verso sud si trovano i resti del mulino di San Carlo, nella parte alta troviamo invece u Canali, ovvero lo storico abbeveratoio del borgo.
Dalla frazione si può ammirare la Rupe di Cristia (m. 514 s.l.m.)  contenente i ruderi del Castello di Gristia risalente al '500, da visitare è inoltre l'ex stazione ferroviaria totalmente ristrutturata nei primi del 2000 e attuale sede di un ristorante.
San Carlo ricade all'interno della Riserva naturale orientata Monti di Palazzo Adriano e Valle del Sosio, istituita nel 1997 e comprendente anche i territori dei comuni di Bivona, Burgio e Chiusa Sclafani, nel territorio della riserva naturale sono stati trovati i più antichi reperti fossili della Sicilia
Nei pressi di San Carlo è ancora attiva un importante Centrale idroelettrica, l'impianto di S. Carlo utilizza le acque dell'invaso di Gammauta. L'architettura dell'edificio principale è semplice e lineare e si inserisce perfettamente nel contesto paesaggistico ai piedi della Rupe di Cristia. Le acque turbinate dai gruppi scaricano nel fiume Sosio.

## Economia

### Agricoltura
L'agricoltura è il settore trainante dell'economia del borgo. Molta importanza per questo settore ha avuto la presenza dei fiume Sosio, grazie al corso d'acqua sono nati fiorenti giardini che producono arance, pesche, olive, ortaggi ed altro. Molto apprezzate le arance tra l'altro comprese nella zona di produzione dell'Arancia di Ribera D.O.P. e le pesche. Un prodotto pregiato dell'agricoltura sancarlese è l’olio extra vergine d'oliva.

## Feste e sagre
- Si svolgono solitamente nella metà di agosto i Festeggiamenti in Onore di San Carlo Borromeo, questi prevedono la Sagra delle Pesche, spettacoli musicali, folkloristici ed anche sportivi (gare dei gokart e calcetto), la festa prevede inoltre la processione santo per le vie della frazione dedicata ai sancarlesi emigrati.
- La Festa religiosa ricade ogni 4 novembre, in onore di San Carlo Borromeo viene svolta una processione e lo spostamento a spalla della statua raffigurante il Santo posta nell'abside della chiesetta locale.